# Alnavar
Alnavar è una suddivisione dell'India, classificata come town panchayat, di 16.286 abitanti, situata nel distretto di Dharwad, nello stato federato del Karnataka. In base al numero di abitanti la città rientra nella classe IV (da 10.000 a 19.999 persone).

## Geografia fisica
La città è situata a 15° 25' 60 N e 74° 43' 60 E e ha un'altitudine di 562 m s.l.m..

## Società

### Evoluzione demografica
Al censimento del 2001 la popolazione di Alnavar assommava a 16.286 persone, delle quali 8.290 maschi e 7.996 femmine. I bambini di età inferiore o uguale ai sei anni assommavano a 2.156, dei quali 1.072 maschi e 1.084 femmine. Infine, coloro che erano in grado di saper almeno leggere e scrivere erano 10.990, dei quali 6.196 maschi e 4.794 femmine.